# Ivan Bobko
Ivan Mychajlovyč Bobko (in ucraino Іва́н Миха́йлович Бобко́?, in russo Иван Михайлович Бобко?, traslitterazione anglosassone Ivan Mykhaylovych Bobko; Odessa, 10 dicembre 1990) è un ex calciatore ucraino, di ruolo centrocampista.

## Carriera
È un prodotto di una squadra locale della sua città natale, il Dyussh 11.
Nel 2007 è entrato a far parte del Čornomorec’, spesso traslitterato in Chernomorets. Durante l'estate del 2010 ha iniziato la stagione con la seconda squadra, il Čornomorec’-2, che militava nel terzo livello del campionato nazionale. Qualche settimana più tardi, a settembre, è stato promosso in prima squadra potendo così debuttare in Perša Liha, ovvero la seconda serie ucraina. A fine stagione, i nerazzurri sono prontamente risaliti in Prem"jer-liha, da cui la squadra era retrocessa l'anno precedente.
Nel luglio del 2011 Bobko ha quindi giocato la sua prima partita nella massima serie ucraina. Il 22 aprile 2012 ha realizzato i suoi primi gol ufficiali, siglando una doppietta nel corso del pareggio interno per 3-3 contro il Metalist. Il 22 maggio 2013 la squadra ha disputato la finale di Coppa di Ucraina persa 3-0 contro lo Šachtar, ma Bobko non era a referto. Il raggiungimento della finale – visto che lo Šachtar era già qualificato per le coppe europee – gli è valso la possibilità di prendere parte alla UEFA Europa League 2013-2014, durante la quale ha collezionato 12 presenze, fino all'eliminazione avvenuta ai sedicesimi per mano del Lione. Bobko è rimasto al Čornomorec’ fino al dicembre 2014.
Nel gennaio 2015 si è trasferito ufficialmente a un'altra squadra ucraina, il Metalist, compiendo lo stesso percorso svolto anche dal compagno di squadra Kyrylo Koval'čuk. Bobko ha fatto parte del club gialloblu per circa un anno e mezzo, fino al termine della Prem"jer-liha 2015-2016, giocando complessivamente 24 incontri di campionato.
Nel settembre 2016 ha iniziato la sua prima parentesi all'estero, con l'ingaggio da parte degli ungheresi del Debrecen. Il rapporto con il club magiaro però è durato solo pochi mesi, considerando che già nel successivo mese di dicembre la dirigenza ha deciso di non concedergli un ulteriore semestrale.
Bobko è così tornato a indossare la maglia del Čornomorec’ nel luglio 2017. Un mese dopo, il tecnico ad interim Oleksandr Hranovskyi ha informato il giocatore che non rientrava nei piani e che era libero di trovarsi un'altra squadra. Ha trovato però spazio nella seconda metà della stagione, sotto la guida del nuovo allenatore Kostyantyn Frolov, ma l'annata si è conclusa con una retrocessione a seguito del doppio spareggio perso ai supplementari contro il Poltava.
La sua carriera è proseguita temporaneamente in Svezia all'AFC Eskilstuna, squadra neopromossa in Allsvenskan con cui ha firmato un contratto biennale. Presentato nel febbraio 2019 durante il precampionato, Bobko è stato rilasciato all'inizio del successivo mese di giugno, in virtù di una clausola che permetteva eventualmente al club di svincolare il giocatore.
Bobko ha chiuso il suo 2019 in Kazakistan, all'Oqjetpes, poi nel febbraio 2020 è stato ingaggiato dai georgiani della Torpedo Kutaisi.